# Лен Вайсман
Щоб прочитати про англійського вченого-хіміка, див. Leonard Albert Wiseman
Лен Раян Вайсман (народився 4 березня 1973 р.) — американський кінорежисер, сценарист і продюсер, відомий за фільмами серії «Інший світ», «Міцний горішок 4.0» i «Пригадати все». Одружений із англійською актрисою Кейт Бекінсейл і є вітчимом її доньки Лілі. Родина мешкає у районі Брентвуд міста Лос-Анджелес.

## Кар'єра
Вайсман почав свою кар'єру у кінематографі як асистент (property assistant) у багатьох фільмах Роланда Еммеріха: «Зоряна брама» (1994), «День Незалежності» (1996) і «Ґодзілла» (1998). Після створення реклами для клієнтів, таких як PlayStation, він був режисером музичних відеокліпів для таких артистів, як «Megadeth», квартет En Vogue і групу Static-X. Він здобув номінацію на MTV Video Music Awards 2002 року за альбом «Stick 'Em Up» групи Quarashi; а також — номінацію «Найкращий режисер» на Music Video Production Association (MVPA) Awards за альбом Руфуса Вейнрайта «Крізь Всесвіт» («Across the Universe»).
У 2003 році Вайсман був режисером фільму «Інший світ». Хоча фільм і отримав загалом негативні оцінки від критиків, та все ж зібрав чималу касу і став культовим. Тож 2006 він став режисером продовження серії фільму, сиквелу «Інший світ: Еволюція» і виступив продюсером обох фільмів «Інший світ: Повстання ліканів» і «Інший Світ 4: Пробудження».
У 2007 році він режисував четверту частину серії «Міцний горішок», «Міцний горішок 4.0» із Брюсом Віллісом, яка отримала в цілому схвальні відгуки і мала касовий успіх. У 2010 році — він режисер пілотного епізоду фільму «Гаваї 5.0» компанії CBS. Його остання режисерська робота — новий фільм «Пригадати все» із Коліном Фарреллом, Джессікою Біл і Кейт Бекінсейл; фільм вийшов на екрани у серпні 2012 р.

## Особисте життя
Вайсман народився і виріс у місті Фремонт (Каліфорнія). Він ходив до місцевої середньої школи American High School і пізніше вивчав кінематографію у коледжі De Anza College у Купертіно, Каліфорнія.
Перший шлюб Вайсман узяв із вихователем дитячого садка на ім'я Дана. Вайсман розлучився із Даною після зустрічі з Кейт Бекінсейл у 2003 на зйомках фільму «Інший світ». Бекінсейл також порвала зі своїм партнером Майклом Шином.
Вайсман одружився з Бекінсейл 9 травня 2004 р. у поселенні Бель-Ейр, Лос-Анжелес, Каліфорнія. Вони мешкають у Лос-Анжелесі. Вайсман є вітчимом доньки Бекінсейл на ім'я Лілі Мо Шин. Біологічний батько дитини, Майкл Шин, сказав: «Лен — милий чоловік. Він став фантастичним вітчимом для Лілі, я не можу нічого кращого й бажати для моєї доньки»."

## Фільмографія

### Кіно
| Рік  | Назва                         | Режисер | Сценарист | Продюсер   | Інше                          |
| ---- | ----------------------------- | ------- | --------- | ---------- | ----------------------------- |
| 1993 | Таємниця лицарів Дельти       | Ні      | Ні        | Ні         | мініатюрні ефекти             |
| 1994 | Зоряна брама                  | Ні      | Ні        | Ні         | асистент (property assistant) |
| 1996 | День незалежності             | Ні      | Ні        | Ні         | асистент (property assistant) |
| 1997 | Люди в чорному                | Ні      | Ні        | Ні         | асистент (property assistant) |
| 1998 | Ґодзілла                      | Ні      | Ні        | Ні         | асистент (property assistant) |
| 2003 | Інший світ                    | Так     | історія   | Ні         |                               |
| 2006 | Інший світ: Еволюція          | Так     | історія   | виконавчий |                               |
| 2007 | Міцний горішок 4.0            | Так     | Ні        | Ні         |                               |
| 2009 | Інший світ: Повстання ліканів | Ні      | історія   | Так        |                               |
| 2012 | Інший Світ: Пробудження       | Ні      | Так       | Так        |                               |
| 2012 | Пригадати все                 | Так     | Ні        | виконавчий |                               |
| 2016 | Інший світ: Кровна помста     | Ні      | Ні        | Так        |                               |
| 2025 | Балерина                      | Так     | Ні        | Ні         |                               |

### Телебачення
| Рік         | Назва           | Зазначений як | Зазначений як | Зазначений як       | Прим.                            |
| Рік         | Назва           | Режисер       | Сценарист     | Виконавчий продюсер | Прим.                            |
| ----------- | --------------- | ------------- | ------------- | ------------------- | -------------------------------- |
| 2010        | Гаваї 5.0       | Так           | Ні            | Так                 | Епізод: «Pilot»                  |
| 2013 — 2017 | Сонна лощина    | Так           | історія       | 62 епізоди          | Епізод: «Pilot»                  |
| 2016 — 2018 | Люцифер         | Так           | Ні            | 35 епізодів         | Епізод: «Pilot»                  |
| 2017        | APB             | Так           | Ні            | 10 епізодів         | Епізод: «Pilot»                  |
| 2017 — 2018 | Обдаровані      | Так           | Ні            | 15 епізодів         | Епізод: «rX»                     |
| 2019        | Болотяна істота | Так           | Ні            | 10 епізодів         | Епізоди: «Pilot», «Worlds Apart» |